# Stanisław Mazur (inżynier)
Stanisław Mazur (ur. 1921 r., zm. 2011 r.) – polski inżynier budownictwa lądowego. Absolwent z 1950 Politechniki Wrocławskiej. Od 1969 profesor na Wydziale Budownictwa Lądowego (od 1990 r. Budownictwa Lądowego i Wodnego) Politechniki Wrocławskiej i dziekan tego wydziału (1981-1987).